# Belmont-lès-Darney
Pour les articles homonymes, voir Belmont et Darney (homonymie).
Belmont-lès-Darney est une commune française située dans le département des Vosges en région Grand Est.
Ses habitants sont appelés les Belmontais.

## Géographie

### Localisation
La commune est à 2,0 km de Neuville, 2,5 de Darney, 3,3 de Relanges et 8,1 de Monthureux-sur-Saône

### Intercommunalité
Commune membre de la Communauté de communes des Vosges côté Sud-Ouest.

### Géologie et relief
Talus de la Faille de Relanges.

### Sismicité
La commune se trouve en zone sismique faible,.

### Hydrographie et les eaux souterraines

#### Réseau hydrographique
La commune est située dans le bassin versant de la Saône au sein du bassin Rhône-Méditerranée-Corse. Elle est drainée par le ruisseau de Belmont et le ruisseau du Bois le Comte.
Plusieurs sources sont présentes : la source Belmont-lès-Darney, rue Chanzy, la source des vignes.

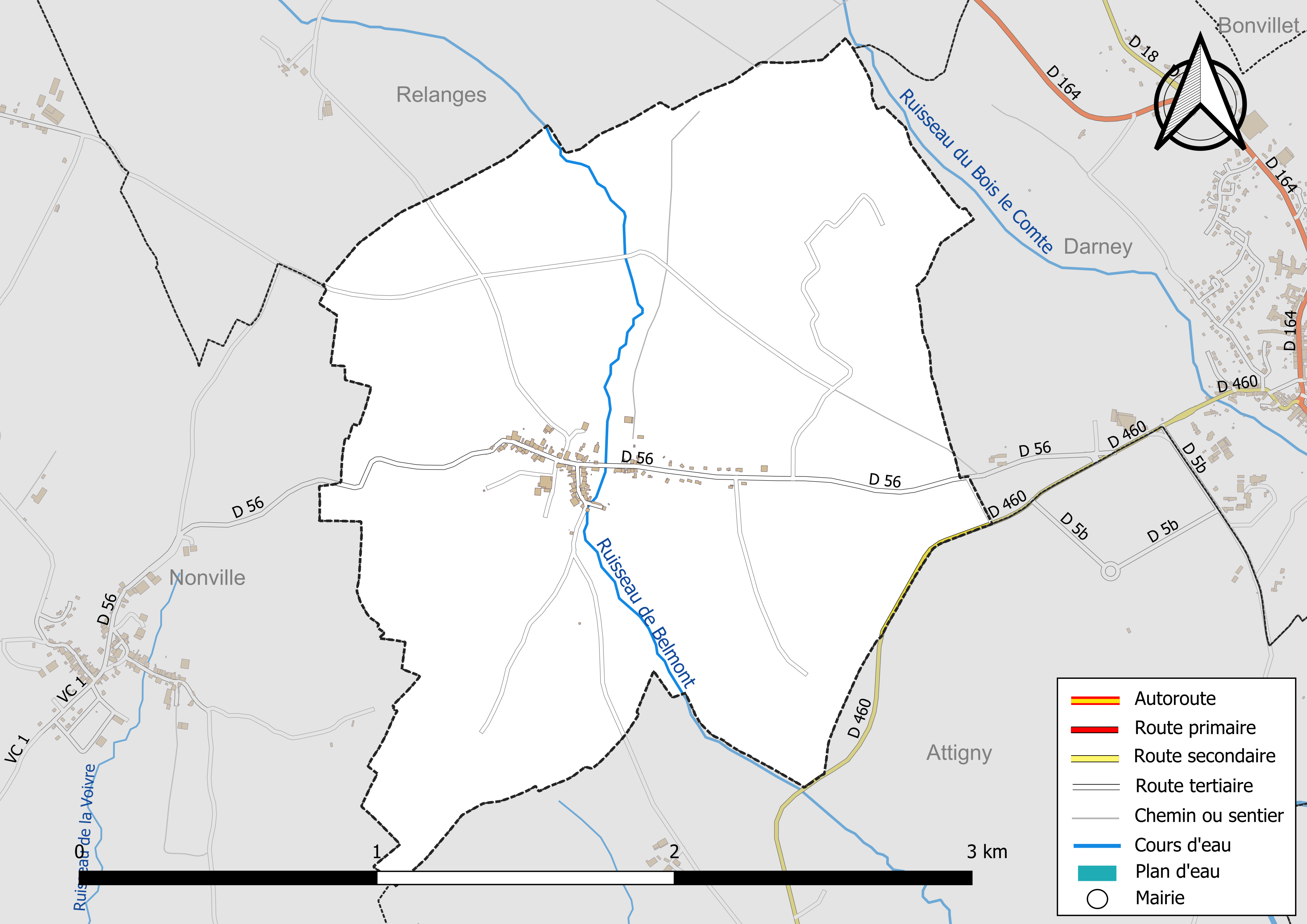
Réseaux hydrographique et routier de Belmont-lès-Darney.

#### Gestion et qualité des eaux
Le territoire communal est couvert par le schéma d'aménagement et de gestion des eaux (SAGE) « Nappe des Grès du Trias Inférieur ». Ce document de planification, dont le territoire comprend le périmètre de la zone de répartition des eaux de la nappe des Grès du trias inférieur (GTI), d'une superficie de 1 497 km2,  est en cours d'élaboration. L’objectif poursuivi est de stabiliser les niveaux piézométriques de la nappe des GTI et atteindre l'équilibre entre les prélèvements et la capacité de recharge de la nappe. Il doit être cohérent avec les objectifs de qualité définis dans les SDAGE Rhin-Meuse et Rhône-Méditerranée. La structure porteuse de l'élaboration et de la mise en œuvre est le conseil départemental des Vosges.
La qualité des eaux de baignade et des cours d’eau peut être consultée sur un site dédié géré par les agences de l’eau et l’Agence française pour la biodiversité.

### Climat
Pour des articles plus généraux, voir Climat du Grand Est et Climat des Vosges.
En 2010, le climat de la commune est de type climat des marges montargnardes, selon une étude du Centre national de la recherche scientifique s'appuyant sur une série de données couvrant la période 1971-2000. En 2020, Météo-France publie une typologie des climats de la France métropolitaine dans laquelle la commune est dans une zone de transition entre le climat océanique altéré et le climat océanique altéré et est dans la région climatique  Lorraine, plateau de Langres, Morvan, caractérisée par un hiver rude (1,5 °C), des vents modérés et des brouillards fréquents en automne et hiver. 
Pour la période 1971-2000, la température annuelle moyenne est de 9,8 °C, avec une amplitude thermique annuelle de 17,1 °C. Le cumul annuel moyen de précipitations est de 996 mm, avec 13 jours de précipitations en janvier et 9,6 jours en juillet. Pour la période 1991-2020, la température moyenne annuelle observée sur la station météorologique de Météo-France la plus proche, « Lignéville », sur la commune de Lignéville à 10 km à vol d'oiseau, est de 10,3 °C et le cumul annuel moyen de précipitations est de 856,3 mm. 
La température maximale relevée sur cette station est de 38,7 °C, atteinte le 25 juillet 2019 ; la température minimale est de −17,5 °C, atteinte le 20 décembre 2009,,. 
Les paramètres climatiques de la commune ont été estimés pour le milieu du siècle (2041-2070) selon différents scénarios d'émission de gaz à effet de serre à partir des nouvelles projections climatiques de référence DRIAS-2020. Ils sont consultables sur un site dédié publié par Météo-France en novembre 2022.

### Voies de communications et transports

#### Voies routières
- Autoroute A31 : Échangeur à Bulgnéville.
- Commune située sur la départementale D 460 et à proximité de la départementale D 164 qui dessert Darney.

La route allant de Belmont à Nonville ne fut construite qu'en 1924 par chaque commune sur son territoire.

#### Transports en commun

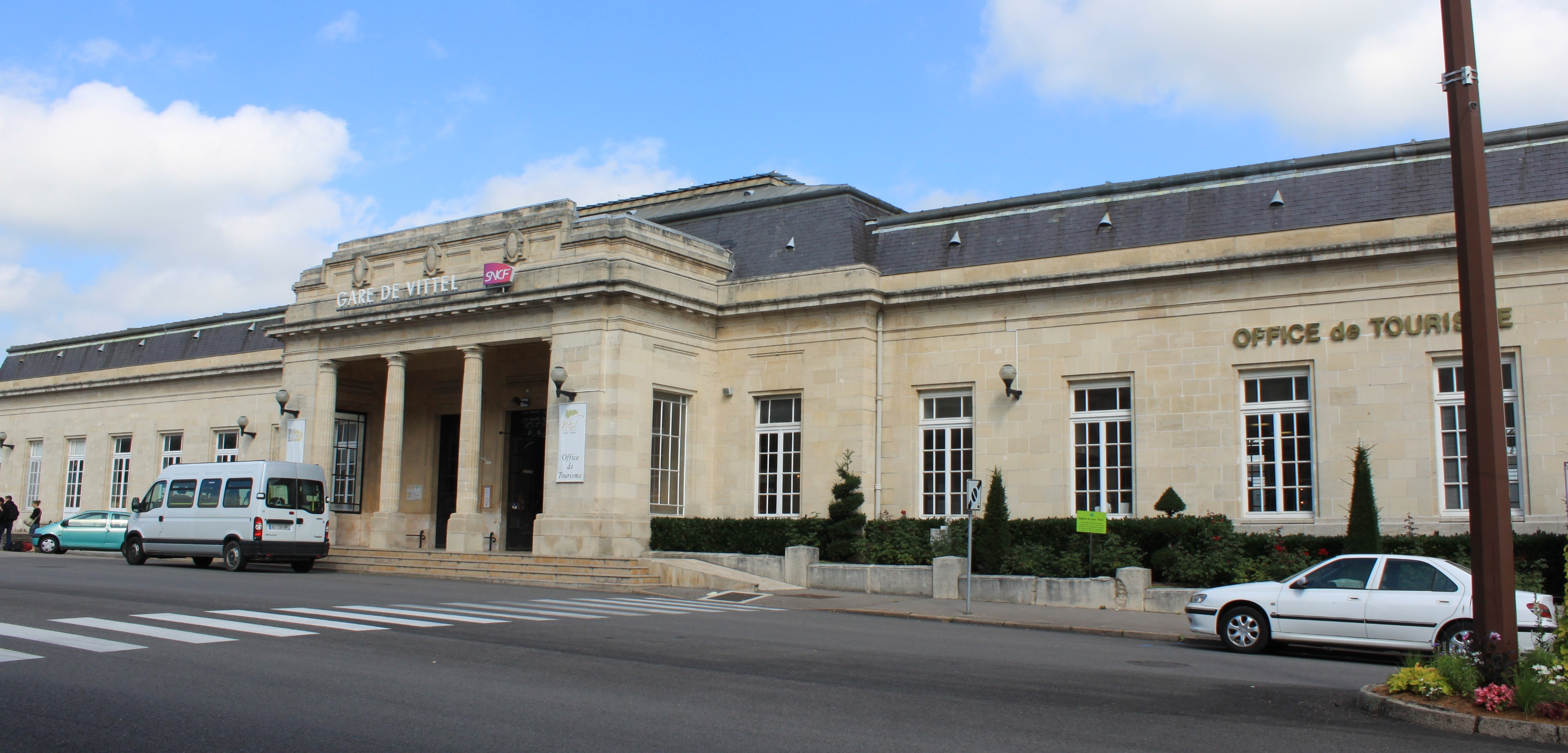
Gare de Vittel.

- Fluo Grand Est.

Réseau de transport en commun des Vosges Livo.

#### Lignes SNCF
- Gare de Contrexéville.
- Gare de Vittel.

## Urbanisme

### Typologie
Au 1er janvier 2024, Belmont-lès-Darney est catégorisée commune rurale à habitat dispersé, selon la nouvelle grille communale de densité à sept niveaux définie par l'Insee en 2022.
Elle est située hors unité urbaine. Par ailleurs la commune fait partie de l'aire d'attraction de Vittel - Contrexéville, dont elle est une commune de la couronne,. Cette aire, qui regroupe 72 communes, est catégorisée dans les aires de moins de 50 000 habitants,.

### Occupation des sols
L'occupation des sols de la commune, telle qu'elle ressort de la base de données européenne d’occupation biophysique des sols Corine Land Cover (CLC), est marquée par l'importance des territoires agricoles (82 % en 2018), une proportion identique à celle de 1990 (82 %). La répartition détaillée en 2018 est la suivante : 
prairies (70,2 %), forêts (18 %), terres arables (11,9 %). L'évolution de l’occupation des sols de la commune et de ses infrastructures peut être observée sur les différentes représentations cartographiques du territoire : la carte de Cassini (XVIIIe siècle), la carte d'état-major (1820-1866) et les cartes ou photos aériennes de l'IGN pour la période actuelle (1950 à aujourd'hui).

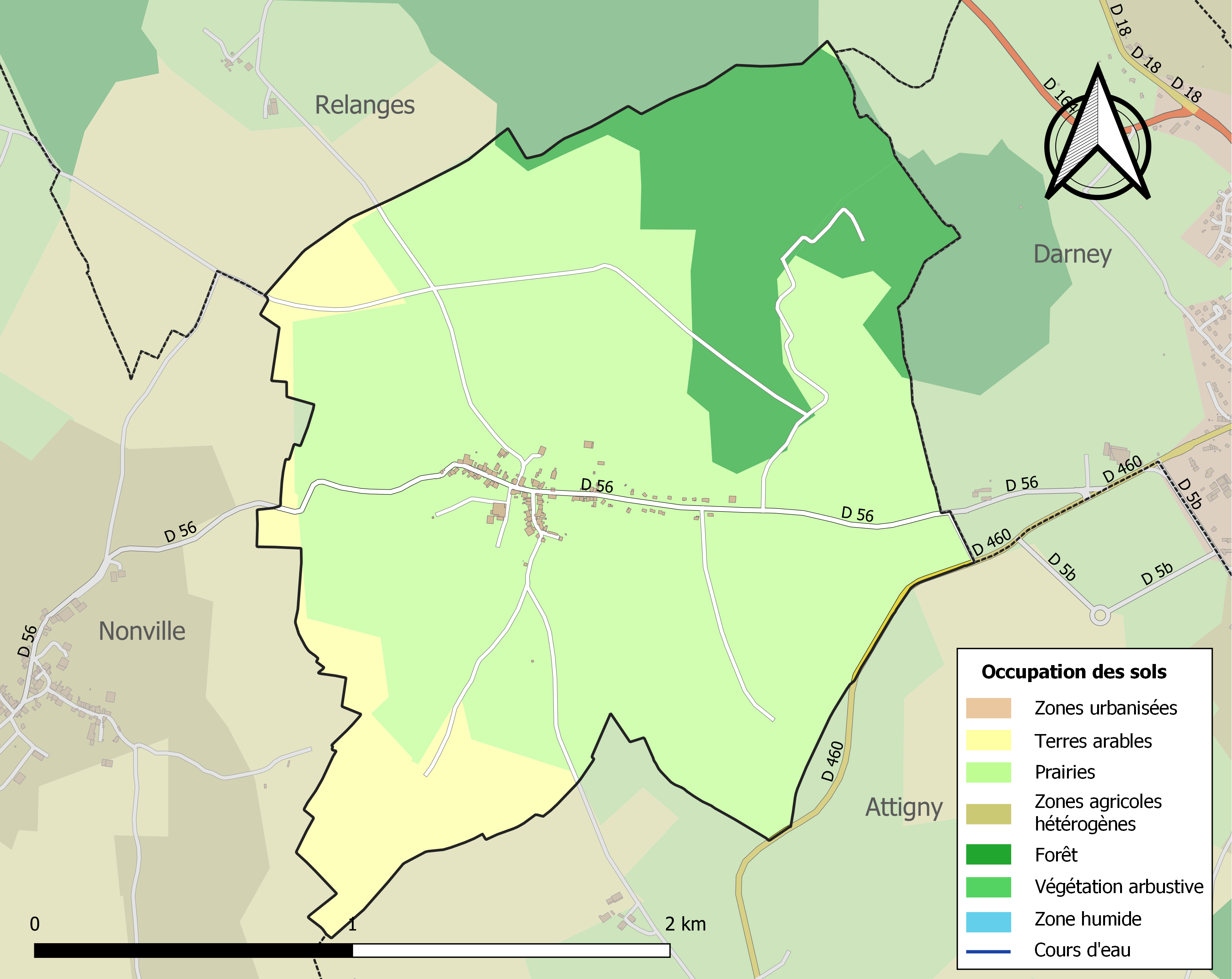
Carte des infrastructures et de l'occupation des sols de la commune en 2018 (CLC).

## Toponymie
Le nom de la localité est attesté sous les formes Beaumont / Belmont  en 1321 ; Bermont en 1334 ; Bialmont en 1405 ; Bemont en 1513 ; Besmont en 1605 ; Bellemont en 1605 ; Belmont-sous-Darney en 1779.

Il s'agit d'une formation toponymique médiévale. Signification apparente : ancien français bel « beau » et mont « colline, hauteur ».

Belmont serait un « doublet tautologique », composé de deux éléments synonymes issus de langues différentes à époques différentes, en l'occurrence *bel- qui serait une base pré-celtique signifiant « hauteur » et -mont qui vient du latin mons. Cependant cet élément *bel est conjecturel et -mont est plus précisément issu du gallo-roman MONTE, de l'accusatif latin montem de mons au sens de « hauteur, colline, mont ».
La préposition -lès- indique la proximité d'un lieu géographique par rapport à un autre lieu. En règle générale, il s'agit d'une localité qui tient à se situer par rapport à une ville voisine plus grande. La commune française de Belmont se situe près de Darney.

## Héraldique
La Maison de Belmont (sous Darney, Bémont, Bialmont) portait d'or à deux faces d'azur.

## Histoire
On trouve trace de Belmont dans les archives de l'an 1000[réf. nécessaire]. En 1367, Belmont-lès-Darney faisait partie de la seigneurie de Monthureux-sur-Saône, vendue par Guillaume, seigneur de Monthureux à Humbert de Bulgnéville, ainsi que Nonville et la moitié de la ville de Monthureux.
Au spirituel, Belmont était l'annexe de Nonville, appartenait au prieuré de Relanges et dépendait de la cure de Monthureux-sur-Saône, doyenné de Vittel, Diocèse de Toul, évêché de Saint-Dié. Il y avait autrefois un oratoire qui fut détruit. Les habitants ont fait construire eux-mêmes leur église de 1850 à 1856 malgré la ferme opposition du curé de Nonville. Pour la petite histoire, le clocher n'a pas de flèche et s'arrête curieusement à quatre toits en pointe, la raison en est le manque d'argent pour finir le clocher.

## Politique et administration

### Budget et fiscalité 2022

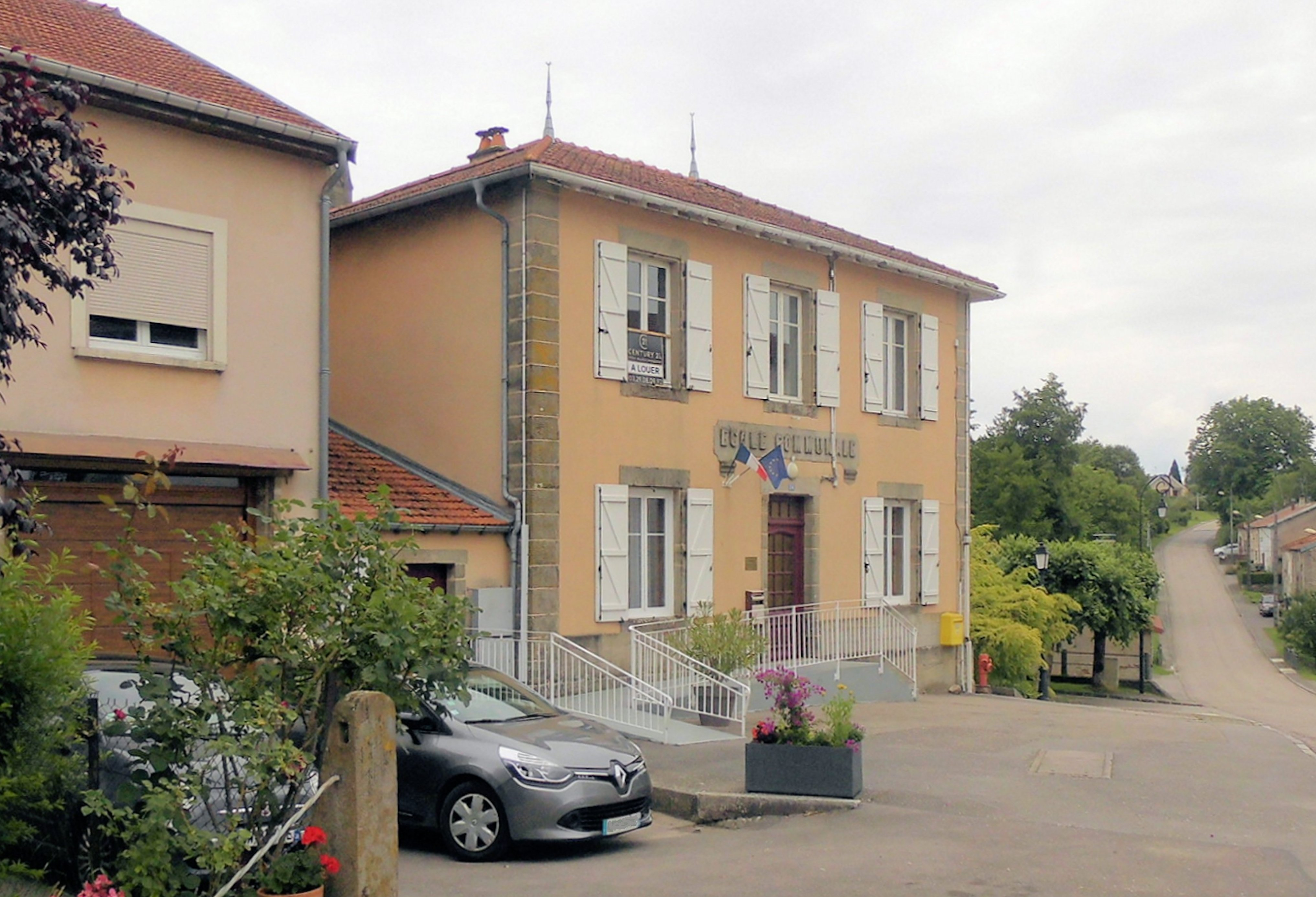
La mairie-école.

En 2022, le budget de la commune était constitué ainsi :
- total des produits de fonctionnement : 227 000 €, soit 1 974 € par habitant ;
- total des charges de fonctionnement : 119 000 €, soit 1 034 € par habitant ;
- total des ressources d'investissement : 32 000 €, soit 282 € par habitant ;
- total des emplois d'investissement : 117 000 €, soit 1 017 € par habitant ;
- endettement : 168 000 €, soit 1 463 € par habitant.

Avec les taux de fiscalité suivants :
- taxe d'habitation : 20,01 % ;
- taxe foncière sur les propriétés bâties : 39,63 % ;
- taxe foncière sur les propriétés non bâties : 20,77 % ;
- taxe additionnelle à la taxe foncière sur les propriétés non bâties : 0,00 % ;
- cotisation foncière des entreprises : 0,00 %.

Chiffres clés Revenus et pauvreté des ménages en 2021 : médiane en 2021 du revenu disponible, par unité de consommation : 23 830 €.

### Liste des maires
| Période                                  | Période                       | Identité                    | Étiquette | Qualité |
| ---------------------------------------- | ----------------------------- | --------------------------- | --------- | ------- |
| Les données manquantes sont à compléter. |                               |                             |           |         |
| 1983                                     | 1989                          | Adrien Thiébaut (1930-2015) |           | Facteur |
| mars 2001                                | En cours (au 18 février 2015) | Christian Adam (°1947)      | LR        |         |

## Population et société

### Démographie

#### Évolution démographique
En 1710, Belmont comptait 61 habitants, en 1867, 216 et en 2007, 121.
L'évolution du nombre d'habitants est connue à travers les recensements de la population effectués dans la commune depuis 1793. Pour les communes de moins de 10 000 habitants, une enquête de recensement portant sur toute la population est réalisée tous les cinq ans, les populations de référence des années intermédiaires étant quant à elles estimées par interpolation ou extrapolation. Pour la commune, le premier recensement exhaustif entrant dans le cadre du nouveau dispositif a été réalisé en 2008.

En 2022, la commune comptait 109 habitants, en évolution de −1,8 % par rapport à 2016 (Vosges : −2,96 %, France hors Mayotte : +2,11 %).
| 1793 | 1800 | 1806 | 1821 | 1831 | 1836 | 1841 | 1846 | 1856 |
| ---- | ---- | ---- | ---- | ---- | ---- | ---- | ---- | ---- |
| 207  | 200  | 222  | 211  | 277  | 303  | 288  | 294  | 277  |

| 1861 | 1866 | 1876 | 1881 | 1886 | 1891 | 1896 | 1901 | 1906 |
| ---- | ---- | ---- | ---- | ---- | ---- | ---- | ---- | ---- |
| 291  | 286  | 260  | 256  | 240  | 225  | 202  | 181  | 181  |

| 1911 | 1921 | 1926 | 1931 | 1936 | 1946 | 1954 | 1962 | 1968 |
| ---- | ---- | ---- | ---- | ---- | ---- | ---- | ---- | ---- |
| 155  | 144  | 151  | 124  | 117  | 131  | 121  | 124  | 109  |

| 1975 | 1982 | 1990 | 1999 | 2006 | 2008 | 2013 | 2018 | 2022 |
| ---- | ---- | ---- | ---- | ---- | ---- | ---- | ---- | ---- |
| 101  | 98   | 117  | 113  | 120  | 122  | 114  | 113  | 109  |

### Enseignement
Établissements d'enseignements :
- Écoles maternelle et primaire à Noville, Darney[32],
- Collèges à Darney, Contrexéville,
- Lycées à Contrexéville.

### Santé
- Professionnels de santé à Darney : médecins, infirmiers.
- Etablissements de santz : Maison médicale de Darney[33].
- Pharmacie à Darney[34].

### Cultes
Culte catholique, paroisse Saint-Martin-de-la-Forêt, diocèse de Saint-Dié.
Jusqu'en 1855, les Belmontais allaient enterrer leurs morts au cimetière de Nonville, et pour cela empruntaient le sentier des gens morts.

## Économie

### Entreprises et commerces

#### Agriculture
Agriculteurs-éleveurs.
- Élevage de vaches laitières.

#### Tourisme
- Hébergements et restauration à Dombasle-devant-Darney, Claudon, Monthureux-sur-Saône, Contrexville, Vittel, Bains-les-Bains, Xertigny.

### Commerces et services
- Commerces et services de proximité : boulangerie, boucherie, coiffeur à Darney.

## Culture locale et patrimoine

### Lieux et monuments

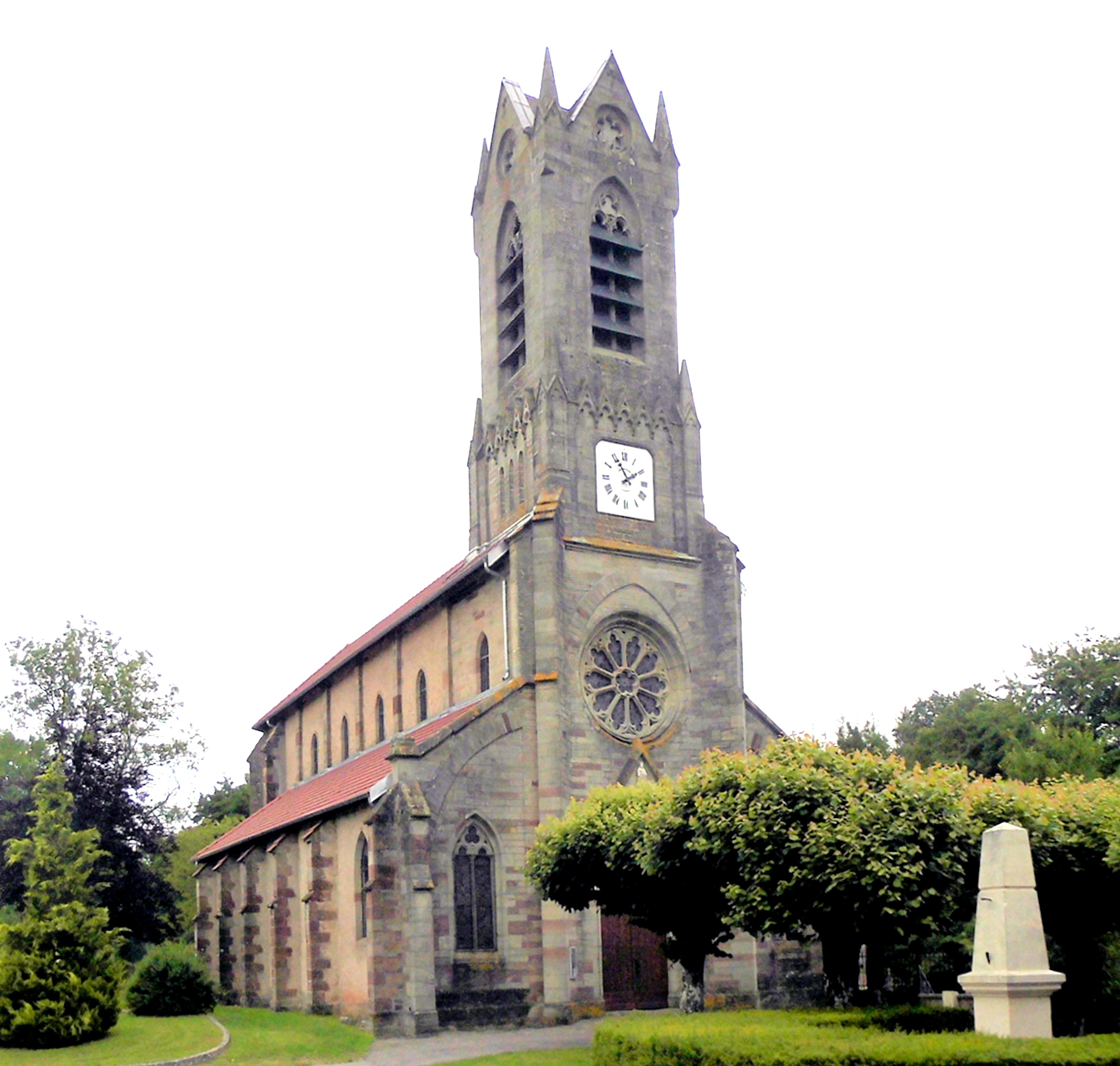
L'église Saints-Faust-et-Jovin et le monument aux morts.
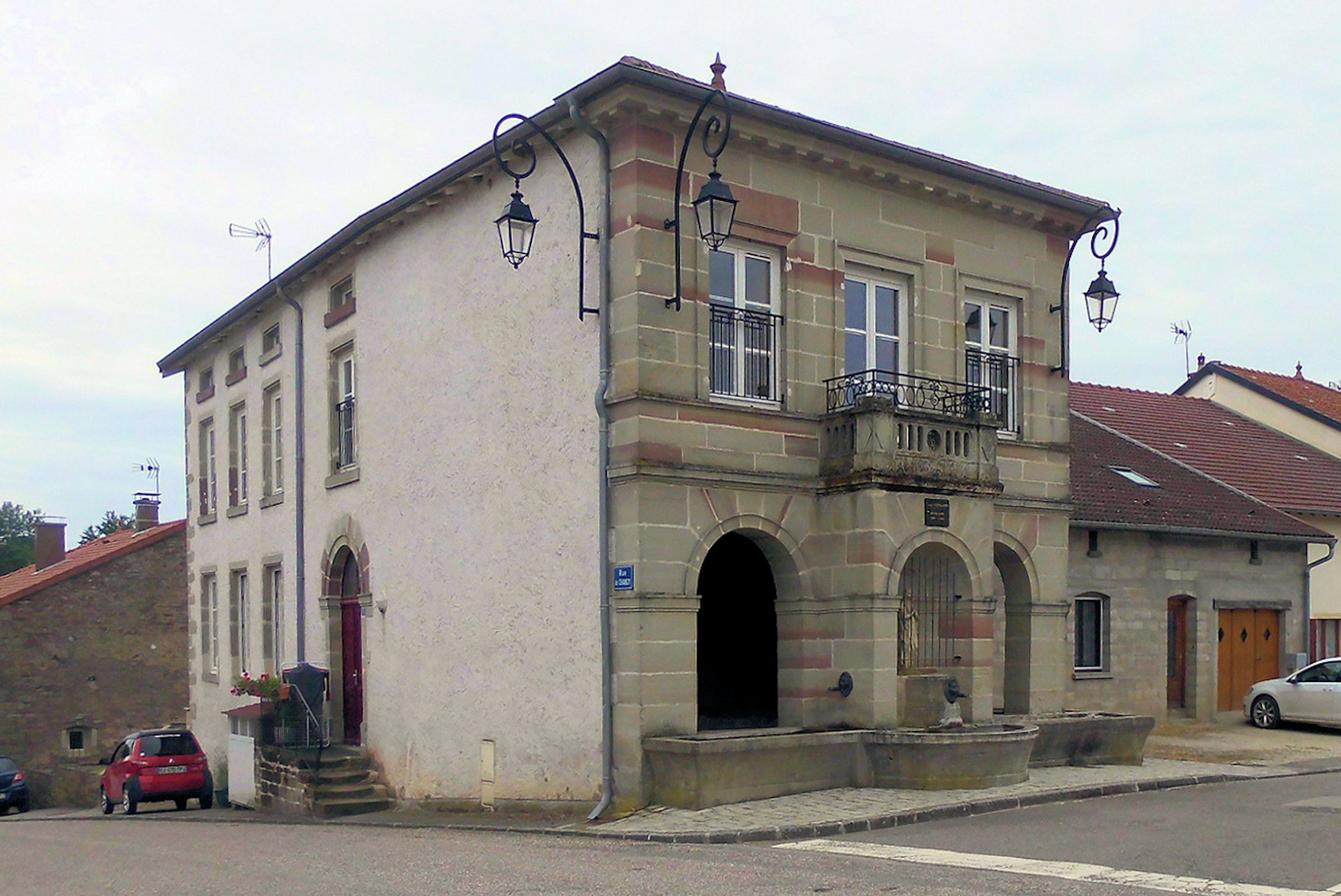
La fontaine-lavoir.

- L'église Saints-Faust-et-Jovin[37],[38].
- Le monument aux morts 1914-1918[39],[40].
- La fontaine place Ponscarme[41].
- Fontaine faisant corps avec la façade de la demeure[42].
- Patrimoine architectural rural recensé par le service de l'Inventaire général du patrimoine culturel[43].

### Personnalités liées à la commune
- Charles Chapiat est né à Belmont le  20 mai 1807 et mort à Vittel le 5 mars 1882. Prêtre, poète et historien, il était membre de l'académie Stanislas et chevalier de la Légion d'honneur[44].
- Hubert Ponscarme est né à Belmont en 1827 et mort à Malakoff le 23 février 1903. Graveur, médailleur et professeur à l'école des Beaux-Arts de Paris, il était chevalier de la Légion d'honneur. Une rue de Paris, une rue de Malakoff et une rue d'Épinal portent son nom[45].
- Marie-Charles Pierfitte est né à Belmont le 15 février 1847 et mort à Saint-Dié le 21 mars 1910. Chanoine de Saint-Dié et historien, il écrit pour la Société philomatique et la Société archéologique lorraine[46].
- Deux titulaires de la Médaille de Sainte-Hélène et trois de la Légion d'honneur[47],[48].

## Pour approfondir